# Amnesia anterógrada
La amnesia anterógrada es un tipo de amnesia, o pérdida de memoria, donde los nuevos acontecimientos no se guardan en la memoria a largo plazo, es decir, la persona afectada no es capaz de recordar algo cuando la información desaparece de la memoria de corto plazo, pues esta información no se consolida en su memoria de largo plazo.

## Causas
Este trastorno neurológico se produce por lesiones en determinadas partes del cerebro dedicadas a la memoria (como el hipocampo). Estas lesiones pueden ser provocadas por un trauma agudo (traumatismo craneoencefálico), o por un trauma crónico o acumulativo (como el que se produce por exposición prolongada al miedo o al maltrato psicológico continuo). Algunos medicamentos de la familia de las benzodiazepinas, (como clonazepam o alprazolam entre otras) pueden provocar síntomas temporales de este tipo de amnesia. También consumir grandes cantidades de alcohol en un corto período de tiempo pueden producir amnesia temporal.
Técnicamente se usa el término amnesia anterógrada puesto que el problema no está en la memoria inmediata (corto plazo), sino en los recuerdos a corto plazo. Cabe recalcar que lo sucedido antes del accidente sí lo recuerda, es decir la memoria de largo plazo antes del accidente no está alterada pero a partir del accidente los recuerdos recientes no se podrán almacenar, en este caso no podrá realizar nuevos aprendizajes, es así que se altera la memoria explícita (tipo verbal y simbólica), quedando normalmente intacta la memoria implícita.

## En el cine
- Memento

Memento cuenta la historia de Leonard, quien sufrió un trauma cerebral que le causó amnesia anterógrada. Leonard es incapaz de almacenar nuevos recuerdos, sin embargo, posee memoria procedimental y recuerda cómo realizar las acciones cotidianas. Para "recordar" los sucesos de su vida crea un sistema usando fotos instantáneas para tener un registro de la gente con la cual se relaciona, dónde se hospeda y otros elementos básicos para el desarrollo de su vida. Además de las fotografías, toma notas y se tatúa pistas del asesino de su esposa, a veces demasiado ambiguas. Leonard busca vengarse del hombre que violó y asesinó a su mujer, y que le provocó su enfermedad, a la vez que se siente culpable por no haber creído en Sammy, otro personaje que sufrió su mismo problema.
Los temas principales de la película son la naturaleza de la memoria, la identidad, el tiempo, el recuerdo inconexo, la realidad, la manipulación y la venganza.
- 50 First Dates

Esta película sigue a Henry Roth (Adam Sandler), un biólogo marino que vive en Hawái y que conoce a Lucy Whitmore (Drew Barrymore), una profesora de Arte, en una cafetería una mañana. Casualmente, entablan relación pero pronto se descubre que Lucy sufre de amnesia anterógrada a consecuencia de un accidente sufrido un año antes. El resultado es que no tiene ningún recuerdo de nada que haya pasado entre el día del accidente y el presente, porque Lucy es incapaz de convertir la memoria de corto plazo a largo plazo. Cada mañana se despierta habiendo perdido toda la memoria del día anterior. Cree, inocentemente, que cada día es 13 de octubre de 2002. Su hermano y padre actúan como si fuera ese día, el cumpleaños del padre, para evitar que Lucy sufra y descubra el accidente.
- Buscando a Nemo

Esta película muestra a Dory, una pez cirujana azul de color azul, amarillo y negro (Paracanthurus hepatus) muy divertida. Sufre de amnesia anterógrada o mucha falta de memoria de corto plazo. Acompaña a Marlin en la búsqueda de su hijo. Es muy optimista, torpe, graciosa, hiperactiva, con ojos salidos y tiene un espíritu libre.